# O Outro Lado do Paraíso (filme)
O Outro Lado do Paraíso é um filme brasileiro de 2014 do gênero drama dirigido por André Ristum e estrelado por Eduardo Moscovis e Davi Galdeano.

## Sinopse
O filme é baseado na autobiografia "O Outro Lado do Paraíso" do jornalista Luiz Fernando Emediato, narrando a história da família de Nando (no caso, Luiz Fernando Emediato, interpretado por Davi Galdeano), quando mudam-se do interior de Minas Gerais para a nova capital federal: Brasília. Logo que chegam, pai e filho (Antônio, interpretado por Eduardo Moscovis, e Nando) envolvem-se com política. Nando, com 12 anos, tenta aprender política com livros considerados proibidos na época, como o socialista marxista O Capital, enquanto seu pai apoia o presidente João Goulart e ações de greve do sindicato. Com o Golpe de Estado no Brasil em 1964, Antônio é preso e torturado. Depois do episódio, toda a família retorna para Minas Gerias.

## Elenco
- Eduardo Moscovis como Antônio Trindade[2]
- Davi Galdeano como Nando (Luiz Fernando Emediato)[2]
- Jonas Bloch como Simeão[2]
- Murilo Grossi como Padre Alberto[2]
- Mariana Nunes como Enide[2]
- Camila Márdila como Sueli[2]
- Simone Iliescu como Nancy[2]
- Maju Souza como Iara[2]
- Flávio Bauráqui como Jorjão[2]
- Adriana Lodi como professora Iolanda[2]
- Stephanie de Jongh como Marina[2]
- Saraiva Iuri como Ricardo[2]
- Tais Bizerril como Alice[2]
- Henrique Bernardes como Tuniquinho
- Similião Aurélio como Zepa
- Sérgio Sartório como o infiltrado
- Adeilton Lima como Seu Joaquim
- Pedro Henrique Chaves como Mariano

## Produção
A produção do longa-metragem iniciou em fevereiro de 2013 e foi finalizado em 2014, participando do 43° Festival de Gramado. O filme contém imagens inéditas do Golpe Militar de 1964, que ficaram guardadas por décadas.
O Outro Lado do Paraíso marcou a volta de produções do Polo Cinematográfico de Brasília, após 12 anos fechado. O orçamento do filme é de R$ 7 milhões, sendo essa a produção mais cara realizada em Brasília.

## Recepção

### Prêmios e indicações
O filme ganhou as seguintes premiações:
- Festival de Brasília: troféu Câmara Legislativa, Melhor Filme na escolha do público, Melhor Ator (Davi Galdeano), Melhor Atriz (Simone Iliescu) e Melhor Roteiro.[2]
- Festival de Gramado: prêmio de melhor filme do júri popular.[5]
- Festival Latino Americano de Trieste: prêmios de Melhor Filme, Melhor Atriz (Maju Souza) e Melhor Filme pelo Júri Popular Jovem.[5]
- Festival Latino Americano da Catalunha: prêmio Rádio Exterior de Espanha.[5]